# Tommaso Giuseppe Luigi Girod
Tommaso Giuseppe Luigi Girod (Rumilly, 14 luglio 1799 – Bourdeau, 18 giugno 1866) è stato un magistrato e politico italiano.

## Biografia
Originario della Savoia entra nella magistratura sabauda nel 1822 e per 18 anni svolge la sua carriera in Piemonte, dove è stato avvocato fiscale e membro del Senato di Genova. Torna nella sua terra nel 1840 dove viene nominato membro del Senato di Savoia fino al 1848, quando viene eletto deputato nel collegio di Rumilly alla camera subalpina. Richiamato a Torino nel 1858 entra a far parte della Corte di cassazione e nello stesso anno è nominato senatore. L'anno successivo viene nominato primo presidente della Corte d'Appello di Chambéry. Alla cessione della Savoia alla Francia opta per la cittadinanza subalpina e diede le dimissioni dal senato. 